# Journal of Physical Chemistry C
The Journal of Physical Chemistry C, скорочено J. Phys. Chem. C  — щотижневий журнал Американського хімічного товариства. 
Перше число цього журналу вийшло в жовтні 1896 року під назвою The Journal of Physical Chemistry (скорочено J. Phys. Chem.). З 1947 по 1950 рік назву розширено до «Journal of Physical Chemistry and Colloid Chemistry», після чого повернули початкову назву. У 1997 році журнал розділено на The Journal of Physical Chemistry A і The Journal of Physical Chemistry B, а в 2007 році  виділили The Journal of Physical Chemistry C.
Опубліковані статті охоплювали всі галузі фізичної хімії, доки журнали не розділили, відтоді The Journal of Physical Chemistry A присвячено теоретичній та експериментальній молекулярній хімії, The Journal of Physical Chemistry B — хімії твердих речовин та рідин, а The Journal of Physical Chemistry C  — нанотехнологіям, хімії поверхні, каталізу та транспорту електронів.
Імпакт-фактор у 2019 році становив 4,189.  Згідно зі статистичними даними ISI Web of Knowledge, у 2014 році журнал посів 29 місце в категорії «Фізична хімія» зі 139 журналів; 21 місце у категорії «Нанонауки та нанотехнології» з 79 журналів і 32 місце в категорії «Мультидисциплінарне матеріалознавство» зі 259 журналів.
Головний редактор — Джоан-Емма Ши з Каліфорнійського університету в Санта-Барбарі, Каліфорнія .